# Ochrostigma alphitrochus
Ochrostigma alphitrochus är en fjärilsart som beskrevs av Hans Zerny 1927. Ochrostigma alphitrochus ingår i släktet Ochrostigma och familjen tandspinnare. Inga underarter finns listade i Catalogue of Life.